# Stazione di Baucca-Garavelle
La stazione di Baucca-Garavelle era una fermata ferroviaria posta lungo la linea Centrale Umbra; serve i centri abitati di Baucca e di Garavelle, frazioni di Città di Castello.